# Lord Haw-Haw

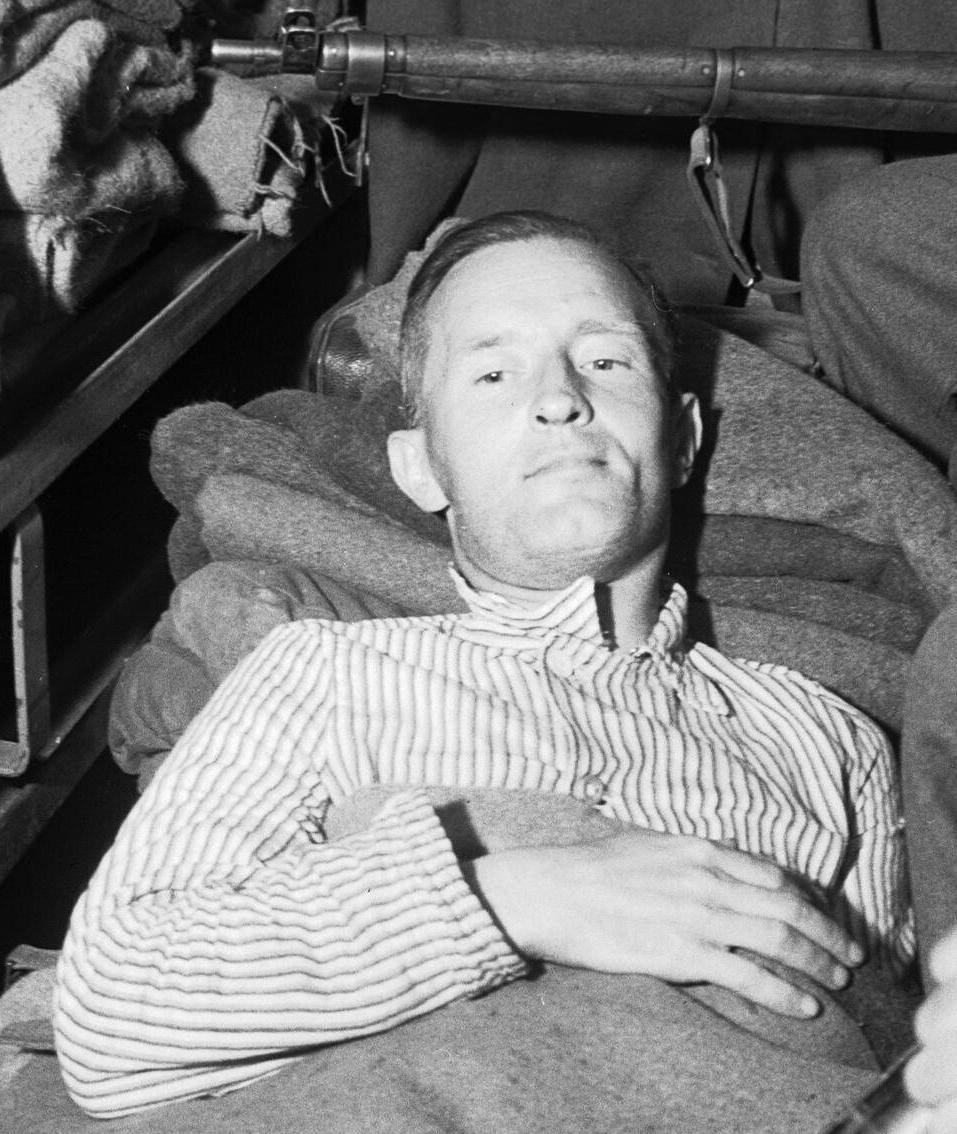
1945: William Joyce em uma ambulância sob guarda armada antes de ser levado do Quartel-General do Segundo Exército Britânico para um hospital.

Lord Haw-Haw foi um apelido aplicado a William Joyce, que transmitiu propaganda nazista da Alemanha para o Reino Unido durante a Segunda Guerra Mundial. As transmissões começaram com "Alemanha chamando, Alemanha chamando", falado com um sotaque inglês afetado de classe alta. O mesmo apelido também foi aplicado a algumas outras emissoras de propaganda em língua inglesa da Alemanha, mas é com Joyce que o nome é agora esmagadoramente identificado.

## Objetivo das transmissões
O programa de rádio de propaganda em inglês Germany Calling foi transmitido para o público no Reino Unido na estação de ondas médias Reichssender Hamburg e por ondas curtas para os Estados Unidos. O programa começou em 18 de setembro de 1939 e continuou até 30 de abril de 1945, quando o Exército Britânico invadiu Hamburgo. A próxima transmissão programada foi feita por Horst Pinschewer (também conhecido como Geoffrey Perry), um refugiado judeu-alemão servindo no Exército Britânico que anunciou a aquisição britânica. Pinschewer foi mais tarde responsável pela captura de William Joyce.
Através de tais transmissões, o Ministério de Propaganda do Reich tentou desencorajar e desmoralizar as tropas americanas, australianas, britânicas e canadenses, e a população britânica, para suprimir a eficácia do esforço de guerra Aliado através da propaganda, e para motivar os Aliados a concordar com os termos de paz, deixando o regime nazista intacto e no poder. Entre muitas técnicas utilizadas, as transmissões nazistas relataram o abate de aeronaves aliadas e o naufrágio de navios aliados, apresentando relatos desanimadores de grandes perdas e baixas entre as forças aliadas. Embora as transmissões fossem reconhecidamente propaganda nazista, frequentemente ofereciam os únicos detalhes disponíveis atrás das linhas inimigas sobre o destino de amigos e parentes que não retornaram dos bombardeios sobre a Alemanha. Como resultado, as tropas e civis Aliados ouviam frequentemente as transmissões de Haw-Haw, apesar do conteúdo muitas vezes inflamatório e das frequentes imprecisões e exageros, na esperança de ouvir pistas sobre o destino das tropas e tripulações aéreas Aliadas. Entrevistas de observação em massa alertaram o Ministério da Informação sobre isso; conseqüentemente, foi dada mais atenção aos relatórios oficiais das baixas militares britânicas.